# Hrîhorivka, Kirovohrad
Hrîhorivka (în ucraineană Григорівка) este un sat în comuna Adjamka din raionul Kirovohrad, regiunea Kirovohrad, Ucraina.

## Demografie
Componența lingvistică a localității Hrîhorivka
     Ucraineană (100%)
Conform recensământului din 2001, toată populația localității Hrîhorivka era vorbitoare de ucraineană (100%).